# Brian Naylor (racerförare)
John Brian Naylor, född 24 mars 1923 i Salford, död 8 augusti 1989 i Marbella i Spanien, var en brittisk racerförare.
Naylor körde sportvagnsracing i det egna stallet J B Naylor från början av 1950-talet, ofta i bilar av egen tillverkning. Han körde även formelbilsracing och byggde egna formel 1-bilar under namnet JBW.

## F1-karriär
| Säsong | Stall/Tillverkare | Poäng | Placering |
| ------ | ----------------- | ----- | --------- |
| 1957   | J B Naylor        | 0     | -         |
| 1958   | J B Naylor        | 0     | -         |
| 1959   | J B Naylor        | 0     | -         |
| 1960   | J B Naylor        | 0     | -         |
| 1961   | J B Naylor        | 0     | -         |